# Pietro Bachi
Pietro Bachi (Palermo, 1787 – Boston, 22 agosto 1853) è stato un linguista italiano naturalizzato statunitense.
Dal 1826 al 1846 fu professore di italiano, spagnolo e portoghese alla Harvard University, primo accademico italiano a lavorare in tale istituzione.

## Biografia
Pietro Bachi nacque a Palermo nel 1787 con il nome di Ignazio Batolo da Salvatore Batolo, importante magistrato che rivestì il ruolo di Procuratore Generale del Re presso la Gran Corte civile di Palermo e Giudice della Corte suprema di Sicilia, di origini messinesi. Sulle scie del padre studiò giurisprudenza presso l'Università di Padova ed esercitò per un periodo la professione di avvocato.
Implicato nel tentativo di Gioacchino Murat di impadronirsi del trono delle due Sicilie, fu obbligato di conseguenza a fuggire dall'Italia nel 1815; ciò lo costrinse a vivere con diversi presudonimi, tra cui, in ultimo, Pietro Bachi: nome con cui verrà ricordato. Si rifugiò dapprima in Inghilterra e quindi raggiunse gli Stati Uniti nel 1825.
Quando George Ticknor iniziò il suo mandato come primo professore di Lingue Moderne a Harvard University, raccomandò l'assunzione di istruttori di madrelingua. Il 18 aprile 1826, Bachi fu nominato docente di italiano, diventando così il primo studioso educato in Italia ad insegnare ad Harvard University, seguendo la strada aperta nel 1779 da Carlo Bellini al College of William & Mary e da Lorenzo Da Ponte a Columbia University nel 1825.. Bachi ebbe anche la responsabilità dell'insegnamento dello spagnolo (dal 1828) e del portoghese (dal 1831). Mantenne il suo posto durante la permanenza in carica del successore di Ticknor, Henry Wadsworth Longfellow, fino al 1846.
Tra le sue opere più significative di Bachi si ricordano: A Grammar of the Italian Language (Boston, MA: Hilliard, Gray, Little, and Wilkins, 1829; 2nd rev. ed. Boston, MA: C.C. Little and J. Brown, 1838), e A Comparative View of the Spanish and Portuguese Languages (Cambridge, MA: Hilliard and Brown, 1831).
Bachi morì a Boston, il 22 agosto 1853.